# Перушић
Перушић је насељено мјесто и сједиште истоимене општине у Лици. Налази се у Личко-сењској жупанији, Република Хрватска.

## Географија
Перушић је смјештен у западном дијелу Личког поља, уз ауто-пут (Далматина) између Оточца и Госпића. Налази се око 13 км сјеверно од Госпића. Кроз Перушић пролази Личка пруга.

## Историја
До територијалне реорганизације у Хрватској насеље се налазило у саставу бивше велике општине Госпић.

### Други свјетски рат
Одмах по проглашењу НДХ усташе су у појединим селима среза Перушић почели неке Србе одводити од њихових кућа. Усташа Јурај Рукавина, оснивач логора Јадовно, пореклом је из овог места.

## Становништво
Према попису становништва из 2001. године, Перушић је имао 957 становника. Национални састав: Хрвати 89%, Срби 9%, остали 2%. Перушић је према попису из 2011. године имао 852 становника.
| Демографија | Демографија | Демографија |
| Година      | Становника  | Становника  |
| ----------- | ----------- | ----------- |
| 1971.       | 1.343       |             |
| 1981.       | 1.218       |             |
| 1991.       | 1.316       |             |
| 2001.       | 957         |             |
| 2011.       |             | 852         |

## Попис 1991.
На попису становништва 1991. године, насељено место Перушић је имало 1.316 становника, следећег националног састава:
| Попис 1991.‍   | Попис 1991.‍  | Попис 1991.‍ | Попис 1991.‍ | Попис 1991.‍ |
| ------------- | ------------ | ----------- | ----------- | ----------- |
|               |              |             |             |             |
| Хрвати        | Хрвати       |             | 1.234       | 93,76%      |
| Срби          | Срби         |             | 54          | 4,10%       |
| Југословени   | Југословени  |             | 11          | 0,83%       |
| Албанци       | Албанци      |             | 5           | 0,37%       |
| Муслимани     | Муслимани    |             | 4           | 0,30%       |
| неопредељени  | неопредељени |             | 3           | 0,22%       |
| непознато     | непознато    |             | 5           | 0,37%       |
| укупно: 1.316 |              |             |             |             |

## Привреда
Пољопривреда и нешто индустрије основне су привредне гране. Ауто-пут доноси убрзан развој привреде.

## Споменици и знаменитости
- Шпиља Самоград, 240 метара дуга пећина, на 2 км од центра Перушића.